# Ralf Köttker
Ralf Köttker (* 16. Februar 1970 in Friesoythe) ist ein deutscher Sportjournalist. Bis November 2019 war er stellvertretender Generalsekretär und Mediendirektor des Deutschen Fußball-Bundes.

## Leben
Im Anschluss an sein Magister-Studium der Politikwissenschaft, Geschichte und Soziologie an der Westfälischen Wilhelms-Universität in Münster volontierte Köttker an der Axel-Springer-Akademie in Hamburg. Nach zwei Jahren in der Sportredaktion der Bild-Zeitung Hamburg ging er im Jahr 2000 als Verantwortlicher Redakteur zur Berliner Morgenpost.
2004 wechselte Köttker innerhalb der Axel Springer AG zur Tageszeitung Die Welt, wo er unter anderem Nationalmannschafts-Reporter war. Kurz darauf wurde er gesamtverantwortlicher Fußballchef der Welt-Zeitungsgruppe (Die Welt/Welt am Sonntag/Berliner Morgenpost).
Als Journalist begleitete Köttker die deutsche Fußballnationalmannschaft unter anderem zu den Weltmeisterschaften 2002 und 2006 sowie den beiden Europameisterschaften 2004 und 2008.
2009 wechselte Köttker als Chefredakteur Internet/Publikationen zum Deutschen Fußball-Bund (DFB) nach Frankfurt/Main. Zudem war er ab 2010 Geschäftsführer der DFB-Online GmbH, ab 2011 Mediendirektor des DFB und ab April 2016 dessen stellvertretender Generalsekretär. Im November 2019 gaben beide Seiten die einvernehmliche Trennung bekannt.
Seit 2020 ist Köttker Geschäftsführer von Köttker Kommunikation & Consulting.